# Linha de Cascais
| CP Class 3150 in der Nähe des Torre de Belém in Lissabon |                          |                       |                       |
| Streckenlänge: | 25,4 km                  |                       |                       |
| Spurweite: | 1668 mm (Iberische Spur) |                       |                       |
| Stromsystem: | 1,5 kV =                 |                       |                       |
| |                          |                       |                       |
| \| \| 0,0 \| Cais do Sodré \| Cais do Sodré \| \| \| 0,9 \| Santos \| Santos \| \| \| 2,7 \| Alcântara-Mar \| Alcântara-Mar \| \| \| \| zur Linha de Cintura \| \| \| \| \| Ponte 25 de Abril \| \| \| \| 4,8 \| Belém \| Belém \| \| \| 6,8 \| Pedrouços \| Pedrouços \| \| \| 7,8 \| Algés \| Algés \| \| \| 9,8 \| Cruz Quebrada \| Cruz Quebrada \| \| \| \| nach Estádio Nacional \| \| \| \| 11,7 \| Caxias \| Caxias \| \| \| 13,2 \| Paço d’Arcos \| Paço d’Arcos \| \| \| 15,6 \| Santo Amaro \| Santo Amaro \| \| \| 16,2 \| Oeiras \| Oeiras \| \| \| 17,8 \| Carcavelos \| Carcavelos \| \| \| 19,5 \| Parede \| Parede \| \| \| 21,1 \| São Pedro do Estoril \| São Pedro do Estoril \| \| \| 22,5 \| São João do Estoril \| São João do Estoril \| \| \| 23,7 \| Estoril \| Estoril \| \| \| 24,4 \| Monte Estoril \| Monte Estoril \| \| \| 25,5 \| Cascais \| Cascais \| |                          |                       |                       |
| Kopfbahnhof Streckenanfang | 0,0                      | Cais do Sodré         | Cais do Sodré         |
| Bahnhof | 0,9                      | Santos                | Santos                |
| Bahnhof | 2,7                      | Alcântara-Mar         | Alcântara-Mar         |
| Abzweig geradeaus und von rechts |                          | zur Linha de Cintura  | zur Linha de Cintura  |
| Kreuzung geradeaus unten |                          | Ponte 25 de Abril     | Ponte 25 de Abril     |
| Haltepunkt / Haltestelle | 4,8                      | Belém                 | Belém                 |
| ehemaliger Haltepunkt / Haltestelle | 6,8                      | Pedrouços             | Pedrouços             |
| Bahnhof | 7,8                      | Algés                 | Algés                 |
| Haltepunkt / Haltestelle | 9,8                      | Cruz Quebrada         | Cruz Quebrada         |
| Abzweig geradeaus und ehemals nach rechts |                          | nach Estádio Nacional | nach Estádio Nacional |
| Bahnhof | 11,7                     | Caxias                | Caxias                |
| Haltepunkt / Haltestelle | 13,2                     | Paço d’Arcos          | Paço d’Arcos          |
| Haltepunkt / Haltestelle | 15,6                     | Santo Amaro           | Santo Amaro           |
| Bahnhof | 16,2                     | Oeiras                | Oeiras                |
| Bahnhof | 17,8                     | Carcavelos            | Carcavelos            |
| Haltepunkt / Haltestelle | 19,5                     | Parede                | Parede                |
| Bahnhof | 21,1                     | São Pedro do Estoril  | São Pedro do Estoril  |
| Haltepunkt / Haltestelle | 22,5                     | São João do Estoril   | São João do Estoril   |
| Bahnhof | 23,7                     | Estoril               | Estoril               |
| Haltepunkt / Haltestelle | 24,4                     | Monte Estoril         | Monte Estoril         |
| Kopfbahnhof Streckenende | 25,5                     | Cascais               | Cascais               |

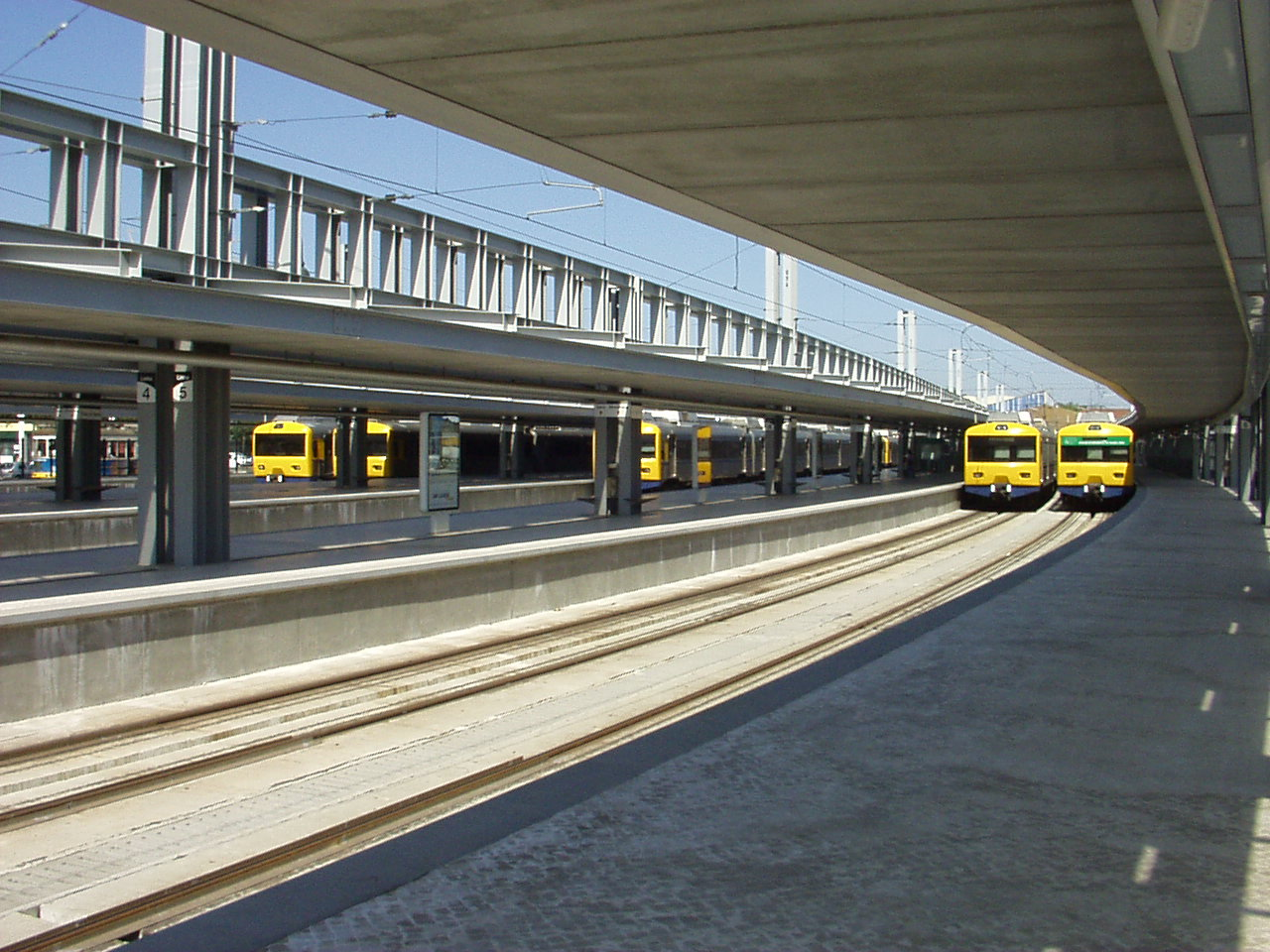
Der Anfangspunkt der Linha de Cascais, der Bahnhof Lissabon Cais do Sodré

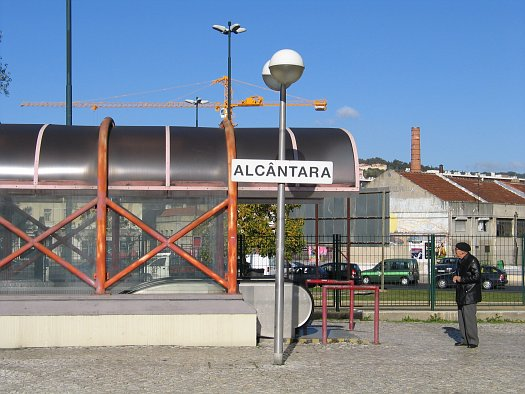
Bahnhof Alcântara-Mar

Die Linha de Cascais, selten auch Linha de Estoril, ist eine portugiesische Eisenbahnstrecke zwischen der portugiesischen Hauptstadt Lissabon und dem Vorort Cascais. Die 25,4 km lange Strecke hat 17 Bahnhöfe und Haltepunkte und wurde 1889 eröffnet. Sie ist heute eine der wichtigsten Vorortstrecken im Raum Lissabon. Der Zugbetrieb wird von der CP-Tochter CP Urbanos de Lisboa durchgeführt.

## Geschichte
Die Strecke wurde am 30. September 1889 eingeweiht und im Jahr 1926 als erste portugiesische Eisenbahnstrecke mit 1500 Volt Gleichstrom elektrifiziert. Da die Strecke nicht durch den Staat, sondern durch die Sociedade de Estoril betrieben wurde, war der Betrieb der Strecke lange Zeit autark, das Betriebswerk der Linien befand und befindet sich in der Nähe von Oeiras. Zwar bestand und besteht bis heute am Bahnhof Alcântara eine nicht mit Fahrleitung überspannte Verbindung, diese wurde damals jedoch kaum benutzt.
Nach der Nelkenrevolution 1974 wurden nahezu alle privaten Betriebe und Firmen verstaatlicht, so auch die Sociedade de Estoril und der Betrieb der Strecke. Bis heute stellt die Strecke eine Besonderheit dar, da die sonst übliche Spannung in Portugal 25 Kilovolt/50 Hertz Wechselspannung ist.
Die Strecke soll bis 2023 modernisiert, der Betrieb dabei von 1,5 kV Gleichspannung auf 25 kV Wechselspannung sowie ETCS Level 2 umgestellt werden. Eine Generalsanierung der gesamten Strecke ist geplant, da seit 1975 keine wesentlichen Änderungen an der Sicherungstechnik oder am Gleisbau stattfanden. Neben einer möglichen Erweiterung um ein Gleis – die Strecke ist derzeit komplett zweigleisig – plant die Stadtverwaltung von Lissabon den Bahnhof Alcântara (sowohl mit dem Bahnhofsteil Mar als auch Terra) in den Untergrund zu verlegen. Zudem wird eine Anpassung der Fahrdrahtspannung erwogen, damit die jeweilige Betreibergesellschaft bei der Fahrzeugbeschaffung flexibler agieren kann und eine Vereinheitlichung des Wagenparks möglich wird. Im Hinblick auf die zukünftige Spannungsumstellung schrieb die Staatsbahn Comboios de Portugal 2009 die Lieferung von 36 Zweisystemtriebzügen aus. Es kam jedoch zu keiner Lieferung. Stattdessen konnten erst 2023 bei einem Konsortium unter Führung von Alstom 34 Triebzüge bestellt werden.